# Dado Moroni
Edgardo „Dado“ Moroni (* 20. Oktober 1962 in Genua) ist ein italienischer Jazzpianist und -komponist. Er gilt als „einer der außergewöhnlichsten Virtuosen des Jazzklaviers.“

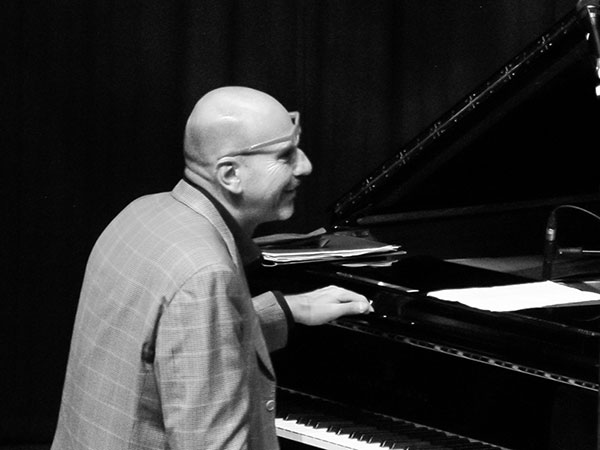
Dado Moroni (2013)

## Leben und Wirken
Moroni ist Autodidakt und spielte schon mit 14 Jahren mit italienischen Jazzmusikern wie Gianni Basso, Franco Cerri, Sergio Fanni, Luciano Milanese, Massimo Urbani, Sandro Gibellini und dem Schlagzeuger Tullio De Piscopo. 1979 nahm er im Alter von 17 Jahren sein erstes Album auf, im Trio mit Tullio De Piscopo und dem Bassisten Julius Farmer. Er trat dann auf dem Sanremo Jazz Festival gemeinsam mit Franco Ambrosetti auf, der ihn auf das Estival Jazz in Lugano  einlud, wo er mit Ambrosetti, Chet Baker und Johnny Griffin spielte. Auf Anraten seines Vaters begann er ein Jurastudium. „Es gibt zu viele Anwälte. Du solltest Klavier spielen“, riet Dizzy Gillespie ihm. Gillespies Rat beeindruckte ihn und half ihm, sich alleine auf den Jazz zu fokussieren.
Moroni nahm 1984 ein zweites Album mit Niels Henning Ørsted Pedersen und dem Schlagzeuger De Piscopo auf. Er spielte dann im James Moody Quartett, im Trio von Jimmy Woode, das die Hausband im Zürcher Jazzclub Widder war und mit Clark Terry, Freddie Hubbard, Bud Shank, Buddy DeFranco und Zoot Sims auftrat. 1987 arbeitete er mit dem Altsaxophonisten George Robert; die Zusammenarbeit mündete schließlich im George Robert/Tom Harrell Quintett, mit Moroni, Reggie Johnson (Bass) und Bill Goodwin (Schlagzeuger). 1987 arbeitete er außerdem mit Ray Brown und Pierre Boussaguet; im Trio entstand das Album Two Bass Hits. In New York nahm Moroni dann ein Album mit Ron Carter auf (Ron Carter presents Dado Moroni auf Emarcy). In dieser Zeit spielte er außerdem mit der Mingus Dynasty und saß 1987 in der Jury beim Wettbewerb Thelonious Monk International Piano Competition.
In den 1990er Jahren arbeitete er – u. a. mit Isla Eckinger – in der Band von George Robert. Mitte der 1990er Jahre spielte er mit dem Vibraphonisten Hendrik Meurkens (Slidin’), Ray Brown sowie dem Saxophonisten Jesse Davis (High Standards). 1999 wirkte er an Franco Ambrosettis Album Grazie Italia mit. In den 1990er Jahren entstanden zudem drei Alben, die Moroni unter eigenem Namen für die Label Splasc(h) und Jazz Focus aufnahm; 1992 in klassischer Triobesetzung What’s New, 1994 in New York im Trio mit dem Bassisten Peter Washington und dem Schlagzeuger Jimmy Cobb Insights und schließlich 1998 im Quartett mit dem Trompeter Joe Magnarelli, dem Bassisten Ira Coleman und dem Schlagzeuger Bill Goodwin das Album Out of the Night mit Tributen an Duke Ellington, Count Basie und dem Jazzstandard Seven Steps to Heaven.
Moroni arbeitete außerdem mit Jon Faddis, Ed Thigpen, Ron Carter, Grady Tate, Tom Harrell, Lee Konitz, Al Grey, Lewis Nash, Eliot Zigmund, Reggie Johnson, Roy Hargrove und Wynton Marsalis. 2007 wirkte er an dem Album e2 des Sängers Eros Ramazzotti mit; außerdem arbeitete er mit dem Schlagzeuger Claudio Fossati, Alessio Menconi und dem Trompeter Marco Tamburini. 2006 veröffentlichte Dado Moroni mit Enrico Pieranunzi auf dem Label Abeat den Konzertmitschnitt Live Conversations mit Duo-Improvisationen über Standards-Themen wie All the Things You Are, What Is This Thing Called Love? oder Autumn Leaves. 2007 wirkte Moroni auch an dem Dreyfus-Album Anything Else des Saxophonisten Rosario Giuliani mit und nahm mit Bert Joris das Album Solitude auf. Moroni gehörte der Formation Twobones der Posaunisten Paul Haag und Danilo Moccia (mit Isla Eckinger und Peter Schmidlin) an. Weiterhin begleitete er Sängerinnen wie Mietta oder Ornella Vanoni.
Im Jahre 2010 wurde Moroni Hochschullehrer für Piano am Conservatorio Statale di Musica Giuseppe Verdi in Turin, wo er für vier Jahre lehrte.

## Preise und Auszeichnungen
2007 gewann Moroni bei den Italian Jazz Awards in der Kategorie Best Jazz Act. 2009 wurde er Best Italian Jazz Pianist in der Top Jazz Umfrage des Magazins Musica Jazz. Gemeinsam mit Mietta erhielt er 2015 den FIM Award in der Kategorie „bestes Jazzprojekt“ des Jahres.

## Diskografische Hinweise
- Jazz Piano (Dire 1980)
- Adrienne West / Dado Moroni: Time Will Tell (Dire 1987)
- What's New? (Splasc(H) Records 1992)
- Insights (Jazz Focus 1995)
- George Robert, Dado Moroni: Youngbloods (Mons Records 1995)
- Out of the Night (Jazz Focus 1999)
- Dado Moroni Trio, featuring Adrienne West: Live at the Bird's Eye Jazz Club (Bird's Eye Jazz Club 2001)
- Bluesology (Sound Hills Japan 2002)
- Paola Arnesano, Dado Moroni: Defá (yvp music 2003)
- Dado Moroni, Enrico Pieranunzi: Live Conversations (Abeat 2007)[3]
- A Jazz Story Suite (Abeat 2008)
- Solo Dado (Abeat 2009)
- La vita è bella (Abeat 2009)
- Live in Beverly Hills (Resonance 2011)
- Quiet Yesterday (Abeat 2012)
- Two for Stevie (Via Veneto Jazz 2015)
- Kind of Bill: Live at Casino di Sanremo (BFM Jazz 2017)
- Dado Moroni, Luigi Tessarollo: Talking Strings (Abeat 2017)
- Dado Moroni, Ira Coleman, Enzo Zirilli: Enzirado (Abeat 2018)
- Dado Moroni, Alberto Marsico, Alessandro Minetto: More of Les (Organic Music 2020)
- Dado Moroni, Jesper Lundgaard, Lee Pearson: There Is No Greater Love (Storyville 2022)
- Live at Morges 2009 (Swiss Radio Days Jazz Series Vol. 50) (TCB Records 2024, mit Reggie Johnson und Peter Schmidlin)[1]

## Belege
1. 1 2 3 4  Marcus A. Woelfle: Live At Morges 2009 (Swiss Radio Days Jazz Series Vol. 50). In: Rondo. 28. Dezember 2024, abgerufen am 18. Juli 2025.
2. ↑  Past Winners and Judges, hancockinstitute.org, abgerufen am 17. Juli 2025
3. 1 2  Ken Dryden: Dado Moroni: Anything Else; Live Conversations & Magone. In: All About Jazz. 6. März 2008, abgerufen am 18. Juli 2025 (englisch).
4. 1 2  Eventi In Jazz chiude a Castellanza con Dado Moroni & Mietta: un incontro tra la musica pop ed il jazz in “Quando Jazz fa Pop”. In: Sempione News. 22. November 2018, abgerufen am 18. Juli 2025 (italienisch).
5. ↑  Top Jazz 2009: vincitori della 27a edizione del referendum della critica jazz italiana, Wayback-Archive vom 15. Januar 2010, abgerufen am 17. Juli 2025

| Personendaten    | Personendaten                           |
| ---------------- | --------------------------------------- |
| NAME             | Moroni, Dado                            |
| ALTERNATIVNAMEN  | Moroni, Edgardo                         |
| KURZBESCHREIBUNG | italienischer Jazzpianist und Komponist |
| GEBURTSDATUM     | 20. Oktober 1962                        |
| GEBURTSORT       | Genua                                   |